# Mistrzostwa Świata w Narciarstwie Alpejskim 2025 – kombinacja drużynowa kobiet
Kombinacja drużynowa kobiet na 48. Mistrzostwach Świata w Narciarstwie Alpejskim odbyła się 11 lutego 2025 roku. Konkurencja ta po raz pierwszy znalazła się w programie mistrzostw świata. Pierwszymi mistrzyniami zostały Amerykanki z drużyny 1: Breezy Johnson i Mikaela Shiffrin, drugie miejsce zajęły Szwajcarki z drużyny 1: Lara Gut-Behrami i Wendy Holdener, a brązowy medal wywalczyła austriacka drużyna nr 3: Stephanie Venier i Katharina Truppe. Zawody odbyły się na trasach Ulli Maier (zjazd i slalom).

## Wyniki
| Pozycja | Nr | Drużyna                                                  | Czas                    | Strata |
| ------- | -- | -------------------------------------------------------- | ----------------------- | ------ |
| 01 !    | 13 | Stany Zjednoczone 1 · Breezy Johnson · Mikaela Shiffrin  | 2:40,89 1:42,11 58,78   | —      |
| 02 !    | 9  | Szwajcaria 1 · Lara Gut-Behrami · Wendy Holdener         | 2:41,28 1:42,89 58,39   | +0,39  |
| 03 !    | 14 | Austria 3 · Stephanie Venier · Katharina Truppe          | 2:41,42 1:42,46 58,96   | +0,53  |
| 4       | 15 | Stany Zjednoczone 2 · Lauren Macuga · Paula Moltzan      | 2:41,53 1:41,60 59,93   | +0,64  |
| 5       | 10 | Austria 1 · Mirjam Puchner · Katharina Liensberger       | 2:41,58 1:41,88 59,70   | +0,69  |
| 6       | 8  | Austria 2 · Cornelia Hütter · Katharina Huber            | 2:41,64 1:42,35 59,29   | +0,75  |
| 7       | 12 | Szwajcaria 2 · Corinne Suter · Camille Rast              | 2:41,65 1:42,64 59,01   | +0,76  |
| 8       | 5  | Włochy 3 · Nicol Delago · Marta Rossetti                 | 2:41,82 1:42,66 59,16   | +0,93  |
| 9       | 11 | Słowenia · Ilka Štuhec · Andreja Slokar                  | 2:41,97 1:42,75 59,22   | +1,08  |
| 10      | 18 | Stany Zjednoczone 4 · Jacqueline Wiles · Katie Hensien   | 2:42,44 1:43,60 58,84   | +1,55  |
| 11      | 23 | Francja 2 · Romane Miradoli · Marion Chevrier            | 2:42,49 1:43,97 58,52   | +1,60  |
| 12      | 20 | Szwajcaria 4 · Priska Nufer · Eliane Christen            | 2:42,52 1:43,16 59,36   | +1,63  |
| 13      | 16 | Francja 1 · Laura Gauché · Marie Lamure                  | 2:42,79 1:42,63 1:00,16 | +1,90  |
| 14      | 3  | Włochy 2 · Elena Curtoni · Martina Peterlini             | 2:43,03 1:43,98 59,05   | +2,14  |
| 15      | 1  | Szwajcaria 3 · Malorie Blanc · Mélanie Meillard          | 2:43,04 1:44,10 58,94   | +2,15  |
| 16      | 19 | Stany Zjednoczone 3 · Lindsey Vonn · AJ Hurt             | 2:43,87 1:44,11 59,76   | +2,98  |
| 17      | 4  | Niemcy 1 · Emma Aicher · Lena Dürr                       | 2:45,12 1:41,83 1:03,29 | +4,23  |
| 18      | 21 | Andora 1 · Cande Moreno · Carla Mijares Ruf              | 2:45,36 1:45,07 1:00,29 | +4,47  |
| 19      | 21 | Kanada · Cassidy Gray · Laurence St-Germain              | 2:45,54 1:45,14 1:00,40 | +4,65  |
| 20      | 25 | Francja 3 · Karen Clément · Clarisse Brèche              | 2:47,12 1:45,64 1:01,48 | +6,23  |
| 21      | 17 | Austria 4 · Christina Ager · Katharina Gallhuber         | 2:47,29 1:43,97 1:03,32 | +6,40  |
| 22      | 24 | Bośnia i Hercegowina 1 · Elvedina Muzaferija · Esma Alić | 2:54,64 1:46,15 1:08,49 | +13,75 |
| —       | 2  | Niemcy 2 · Kira Weidle-Winkelmann · Jessica Hilzinger    | — 1:42,21 DNF           | DNF    |
| —       | 6  | Włochy 1 · Laura Pirovano · Giorgia Collomb              | — 1:43,56 DNF           | DNF    |
| —       | 7  | Norwegia · Kajsa Vickhoff Lie · Mina Fürst Holtmann      | — 1:43,91 DNF           | DNF    |
| —       | 22 | Francja 4 · Camille Cerutti · Caitlin McFarlane          | — 1:45,71 DNS           | DNS    |